# 女子アナ一直線!
女子アナ一直線!（じょしアナいっちょくせん!）は、テレビ東京系で2007年7月2日から9月24日まで毎週月曜日17:30 - 18:00に放送されたテレビドラマ。通称『ジョシセン』。なお、特典映像が収録されたDVDBOXが2007年12月21日に発売された。

## 概要
『美少女戦麗舞パンシャーヌ 奥様はスーパーヒロイン!』とほぼ同一の製作会社が月曜に移動して本番組を放送することになった（ただし制作は異なる）。
パンシャーヌと異なる点は、主に女性同士の友情や競争などを描いている点と、やや現実寄りのドラマ構成である。登場人物たちの憧れの職業・女子アナウンサーを目指すというストーリーではあるが、現実味を帯びていながら、どこか非現実な日常を過ごす点は、パンシャーヌに通じるものがある。がさつな主人公も波乱万丈なこの作品にマッチしており、ストーリーを盛り上げてくれる。
前番組の『美味學院』とは逆に、ヒーローに当たるキャラクターが存在しない。その理由は女性中心のストーリー展開にしているからと思われる（メインキャラクターに男性はいるものの、あくまで脇役扱い）。そのため、このドラマ枠の視聴者ターゲットがさらに女性寄りになったといえる。

## ストーリー
女子アナウンサー合格率93%がうたい文句の謎の全寮制アナウンス養成所「ジャパンアナウンスアカデミー」。そこに女子アナのイメージとかけ離れたがさつな主人公・楠本美希が一人前の女子アナになるために養成所にやってきた。
養成所にはユニークな個性を持つアナウンサー希望の女子が9人おり、美希と共に謎のスパルタ講師が出題する厳しいレッスンに挑む。憧れの女子アナになるため、美希たちは今日も過酷な試練に挑む。

## 出演者
楠本 美希（くすもと みき）
演 - 佐藤千亜妃
本作の主人公。男勝りで負けず嫌い。不器用な性格。これまで柔道一筋でやってきたが、祖父の命令で女子アナを目指すことに。レッスンが進むうちにアナウンサーという仕事の魅力に触れ、本気で目指すようになった。最終話で、テレビ関東のアナウンサーに採用された。
中武 由衣（なかたけ ゆい）
演 - 安田美沙子
おっとり天然系。美希のルームメイト。「カッコイイ女性」に憧れ女子アナを目指す。徹平に思いを寄せ告白した。最終話で、日放テレビのアナウンサーに採用された。
野島 恭子（のじま きょうこ）
演 - 小松愛
ネクラで内気なので人と話すのが苦手。こめぞう（唯一の友達）という亀を飼っている。最終話で、テレビ夕日のアナウンサーに採用された。
高梨 薫（たかなし かおる）
演 - 神崎詩織
ジャーナリスト志望。スーパー完璧主義者。それゆえ美希との対立が多い。最終話で、ワールドグローバルテレビのアナウンサーに採用された。
花村 やよい（はなむら やよい）
演 - 甲斐麻美
不思議ロリータ系少女。アキバでは、アイドル的存在。ナルシストで自分が大好き。最終話で、つばさ放送のアナウンサーに採用された。
京野 桜子（きょうの さくらこ）
演 - 早瀬英里奈
かなりのセレブ系。社長令嬢で父親は有名企業のトップ。ゴージャスな生活をしていた。最終話で、テレビ関東のアナウンサーに採用された。
小野沢 彩花（おのさわ あやか）
演 - 秋田真琴
ミスコンでの受賞が多い。玉の輿に乗るのが夢。しかし家は貧しく、4人の兄妹がいる。最終話で、日放ケーブルテレビのアナウンサーに採用された。
西田 菜摘（にしだ なつみ）
演 - 木南晴夏
毒舌派。ズケズケと遠慮なく物を言うが幼少時は、恭子のように無口であった。噂話が大好き。最終話で、TZNテレビのアナウンサーに採用された。
池田 徹平（いけだ てっぺい）
演 - 三浦涼介
寮での賄いアルバイト。受講生たちの朝晩の食事を担当している。頼りなく見えるが、実はしっかりしている。唯一の男性レギュラー。美希に思いを寄せている。
本宮 冴子（もとみや さえこ）
演 - 清水ミチコ
伝説の講師。トップレベルのアナウンサーという過去を持つ。絶頂時の遅刻という重大なミスで現場を離れた。その後、後進の指導に当たることを決意し、ジャパンアナウンスアカデミーを創設した。
南 ゆかり（みなみ ゆかり）
演 - 長崎莉奈
ミーハーギャル。最終話で、ラジオユリオリのアナウンサーに採用された。
陣内 サキ（じんない さき）
演 - 佐藤和沙
Gカップ優等生。最終話で、しぐれテレビのアナウンサーに採用された。
宮本 ヒトミ（みやもと ひとみ）
演 - 成海亜紀
中沢 イズミ（なかざわ いずみ）
演 - 栗山絵美
巻 シズカ（まき しずか）
演 - 志摩夕里加
稲本 ミドリ（いなもと みどり）
演 - いとうあこ

### ゲスト出演者
米田（よねだ）
演 - 臼井静（第4話）
山田 玲奈（やまだ れな）
演 - 山田玲奈（第5話）
ヒロキ
演 - 野久保直樹（第5話）
茂木 淳一（もぎ じゅんいち）
演 - 茂木淳一（第6話）
中原 麻衣（なかはら まい）
演 - 中原麻衣（第8話）
光上 せあら（こうじょう せあら）
演 - 光上せあら（第9話）
宮脇 詩音（みやわき しおん）
演 - 宮脇詩音（第9話）

## スタッフ
- 原案 - 海谷リョウコ、豆並森太郎
- 脚本 - 清水友佳子、ツル、半澤律子、李正姫
- 企画 - 二村慈哉・渡辺和哉（読売広告社）、松本慶明（マーベラスエンターテイメント）
- プロデューサー - 玉置太士（読売広告社）、瀧川治水・藤平晋太郎（テレビ東京）、小川文平（マーベラスエンターテイメント）、稲井宏明（PROTX）、木村元子（デジタルハリウッド・エンタテインメント）
- 演出 - 江草和則、内田英治
- 制作協力 - PROTX、デジタルハリウッド・エンタテインメント
- 製作 - 女子アナ一直線!製作委員会（テレビ東京、読売広告社、マーベラスエンターテイメント）

## イメージソング
- 光上せあら「JOY」
- 宮脇詩音「BOY」

## サブタイトル
1. 女子アナ合宿スタート!
2. 毒舌!人物レポート
3. 美希、大爆発!
4. 最初にして最大の難関
5. 女子寮に超迷惑男登場!
6. 恋愛一直線!
7. 恐怖の女子アナ面接!
8. 大波乱の女子アナ人生
9. ロリータやよいの真実
10. 完璧主義薫が不倫!?
11. 女子アナ超セレブ婚!
12. 女子アナを辞退!?
13. 女子アナ最終面接!

## 放送局
- テレビ東京系（TXNネットワーク）各局：月曜17:30 - 18:00（2007年7月2日 - ）
- テレビ和歌山：金曜17:30 - 18:00（7月6日 - ）
- 奈良テレビ：木曜18:30 - 19:00（7月12日 - ）
- 三重テレビ：金曜24:30 - 25:00（7月13日 - ）
- IBC岩手放送：火曜24:55 - 25:25（8月7日 - ）